# Fair Isle
Fair Isle (de l'antic nòrdic, Frjóey) és una illa d'Escòcia, localitzada aproximadament a mig camí entre les Shetland i les Orcades. L'illa mesura 4,8 km de llarg i 2,4 d'ample, ocupant una superfície total de 5,61 km². L'illa, ocupada des de l'Edat de Bronze, alberga una població de 55 habitants. És famosa pel seu observatori d'aus i un estil tradicional de teixit de punt.
És administrativament part de les Shetland. Està més o menys equidistant de Sumburgh Head a uns 38 km al nord-est de la Mainland de Shetland i uns 43 km al sud-oest de les Orcades.
La majoria dels illencs viuen a la meitat sud de l'illa, ja que la meitat nord consisteix en erms rocosos. La costa occidental es compon de penya-segats de fins a 200 metres d'altura.
El 20 d'agost de 1588, el vaixell insígnia de l'Armada espanyola El Gran Grifón va col·lidir a la cova de Stroms Heelor, veient-se forçats els seus 300 mariners a conviure sis setmanes amb els illencs. El derelicte va ser descobert en 1970.
La Fair Isle va ser comprada pel National Trust of Scotland l'any 1954 a George Waterston, el fundador de l'observatori d'aus.